# Shawnee Hills (contea di Delaware, Ohio)
Shawnee Hills è un villaggio degli Stati Uniti d'America, situato nello stato dell'Ohio, nella contea di Delaware.